# Deuterophlebia vernalis
Deuterophlebia vernalis is een muggensoort uit de familie van de Deuterophlebiidae. De wetenschappelijke naam van de soort is voor het eerst geldig gepubliceerd in 1990 door Courtney.